# MAMA A.C.
MAMA A.C. (Movimiento de Apoyo a Menores Abandonados) es una organización no lucrativa tapatía que fue creada en 1988 para ayudar los niños de la calle, niños que viven y/o trabajan en la calle, en Guadalajara, México. Es la primera asociación en Jalisco que apoya a este sector y una de las primeras en el país. Desde su principio en 1988 hasta inicio del 2018 más de 5,700 personas fueron atendidas por los programas diferentes de la organización. Su fundador es el Sr. Rogelio Padilla conocido como "Mairo" quien falleció el 23 de enero del 2018 a la edad de 62 años.

## Misión
La misión definida es defender, proteger, mejorar, cambiar y salvar la vida de los niños de la calle a través de acciones de solidaridad y programas de educación. Desde 1988 la organización se cuenta con programas, acciones y servicios específicos de un programa de Educación no formal, que tiene como objetivo el desarrollo de la voluntad de cambio, la autoestima, la esperanza y la toma de decisiones inteligentes.